# Músculo tibial posterior
O músculo tibial posterior é o principal músculo estabilizador da perna. O tibial posterior é o mais central de todos os músculos da perna e está localizado no compartimento posterior profundo da perna. O sangue é fornecido ao músculo pela artéria tibial posterior e a inervação é pelo nervo tibial.

## Estrutura
O músculo tibial posterior se origina nas bordas posteriores internas da tíbia e da fíbula. Também está ligado à membrana interóssea, que se liga à tíbia e à fíbula.
O tendão do músculo tibial posterior (às vezes chamado de tendão tibial posterior) desce posterior ao maléolo medial e termina dividindo-se em componentes plantares, principais e recorrentes. A parte principal insere-se na tuberosidade do navicular e na superfície plantar do cuneiforme medial. A porção plantar insere-se nas bases do segundo, terceiro e quarto metatarsos, nos cuneiformes intermediário e lateral e no cuboide. A porção recorrente insere-se no sustentáculo do calcâneo.

## Função
Além de ser um importante músculo e tendão para a estabilização, o tibial posterior também se contrai para produzir inversão e auxilia na flexão plantar do pé no tornozelo. O tibial posterior tem um papel importante no suporte do arco medial do pé. A disfunção do tibial posterior, incluindo a ruptura do tendão tibial posterior, pode levar a pés chatos em adultos, bem como uma deformidade.